# Resolución 1925 del Consejo de Seguridad de las Naciones Unidas
La resolución 1925 del Consejo de Seguridad de las Naciones Unidas, aprobada por unanimidad el 28 de mayo de 2010, tras reafirmarse en resoluciones anteriores sobre la República Democrática del Congo, acordó extender el mandato de la Misión de las Naciones Unidas en la República Democrática del Congo (MONUC) hasta el 30 de junio de 2010. Decidió también que a partir del 1 de julio siguiente la MONUC pasaría a llamarse Misión de Estabilización de las Naciones Unidas en la República Democrática del Congo (MONUSCO), misión que tendría mandato hasta el 30 de junio de 2011, con una reconfiguración de la distribución de efectivos en función de la evolución de la situación y la consecución de objetivos.
Joseph Kabila, Presidente de la República Democrática del Congo, solicitó que la fuerza de la ONU abandonara su país en el 2011, pero grupos pro-derechos humanos alertaron de que una retirada repentina podría causar más inestabilidad y un empeoramiento en el conflicto armado. La resolución 1925, reconociendo en su preámbulo los avances experimentados desde hacía 15 años, sentenció que el gobierno congoleño era el principal responsable de la seguridad, consolidación de la paz y de la seguridad en el país.